# Botlek 1
Botlek 1 is een Nederlands huis-aan-huis-weekblad van uitgeverij Wegener, dat iedere woensdag verschijnt in het oosten van Voorne-Putten, om precies te zijn in Abbenbroek, Geervliet, Heenvliet, Hekelingen, Oudenhoorn, Simonshaven, Spijkenisse en Zuidland. De oplage bedroeg in 2006 37.860 exemplaren.
Er bestaat ook een Botlek 2; deze wordt verspreid in Rhoon, Poortugaal, Hoogvliet en Pernis.